# خلية ظهارية عصبية
الخلايا الظهارية العصبية وهي تُشكل جدار الأنبوبة العصبية المُغلقة في التطور الجنيني المُبكر. تمتدُ الخلايا العصبية الظهارية على سماكة جدار الأنبوبة العصبية، وتتصل بسطح الحنجرة وبسطح البطين أو التجويف، وتوصل في تجويف الأنبوب بواسطة مركبات ملتصقة، حيث تُشكل طبقة عمادية كاذبة من الظهارة وتُسمى الظهارة العصبية.

## تخلق النسيج العصبي لدى البالغين

### تخلق الخلايا الظهارية العصبية في الجهاز العصبي المركزي لدى البالغين
تنشأ الخلايا الظهارية العصبية في العديد من المناطق المختلفة من الدماغ في الجهاز العصبي المركزي لدى البالغين: المنطقة تحت البطينية (إس في زد)، والبصلة الشمية والتلفيف المسنن للحصين. لا تظهر هذه الخلايا في أي مكان من الجهاز العصبي المحيطي. تُصنف الخلايا الظهارية العصبية غالبًا على أنها خلايا جذعية عصبية، ولا تنتج سوى أنواع قليلة من الخلايا العصبية، ما يجعلها متعددة القدرات – إذ يميزها هذا بوضوح عن الخلايا الجذعية متعددة القدرات الملاحظة في التطور الجنيني. تخضع الخلايا الظهارية العصبية للانقسام المتساوي مولدة المزيد من الخلايا الظهارية العصبية، أو الخلايا الدبقية الشعاعية أو الخلايا السلفية، إذ يتمايز النوعان الأخيران إلى عصبونات أو خلايا دبقية. تخضع الخلايا الظهارية العصبية لنوعين مختلفين من الانقسام المتساوي: انقسام التمايز غير المتماثل وانقسام التمايز المتماثل. يولد الانقسام الخلوي غير المتماثل نوعين مختلفين من الخلايا الوليدة (أي تنقسم الخلية الظهارية العصبية إلى خلية دبقية شعاعية وخلية ظهارية عصبية أخرى)، بينما ينتج الانقسام المتماثل خلايا وليدة متطابقة. يحدث هذا التأثير نتيجة اتجاه مغزل الانقسام المتساوي، الذي يتوضع إما في المنطقة الخلفية أو الأمامية من الخلية الانقسامية، بدلًا من تموضعه في المركز بشكل مماثل لتوضعه الملاحظ في الانقسام المتماثل. تستجيب الخلايا السلفية والخلايا الدبقية الشعاعية للعوامل التغذوية خارج الخلوية – مثل عامل التغذية العصبية الهدبي (سي إن تي إف)، أو السيتوكينات أو الغولين العصبي 1 (إن آر جي 1) – ما من شأنه تحديد تمايز الخلايا إلى عصبونات أو خلايا دبقية. بشكل عام، يخضع تخلق النسيج العصبي للتنظيم من خلال مسارات تنظيمية متنوعة عديدة في الجهاز العصبي المركزي بالإضافة إلى العديد من العوامل الأخرى، التي تتراوح من الجينات إلى المنبهات الخارجية مثل السلوك الفردي للشخص. تعمل الشبكة المترابطة الكبيرة للاستجابات التنظيمية على ضبط الاستجابات التي تقدمها العصبونات حديثة التكون.

### تخلق النسيج العصبي في الإصلاح العصبي
غالبًا ما يرتبط تخلق النسيج العصبي في الدماغ البالغ مع أمراض تدهور الجهاز العصبي المركزي، مثل مرض هنتنغتون، ومرض آلزهايمر ومرض باركنسون. في حين يخضع تخلق النسيج العصبي للتنظيم بالزيادة في حصين البالغين المصابين بهذه الأمراض، ما تزال آثاره، ما إذا كانت تجديدية أو غير حاسمة، غير مؤكدة بعد. غالبًا ما يختبر المرضى المصابون بهذه الأمراض أيضًا ضعفًا في القدرات الشمية بالإضافة إلى انخفاض النشاط المعرفي افي الحصين، أي في المناطق الخاصة بتخلق النسيج العصبي. ترتبط أيضًا الجينات المرتبطة بهذه الأمراض، مثل α-ساينوكلين، وبريسينيلين 1، و«إم إيه بّي تي» (بروتين تاو المرتبط بالأنيبيبات الدقيقة) وهنتنغتين، في غالبية الحالات مع لدونة الدماغ والتغييرات الطارئة عليه. ترتبط اللدونة العصبية بطريقة تكاملية مع تخلق النسيج العصبي. لا يمكن للعصبونات الجديدة المتولدة بواسطة الخلايا الظهارية العصبية، إلى جانب الخلايا السلفية والخلايا الدبقية الشعاعية، البقاء دون قدرتها على التكامل مع النظام عن طريق إجراء الترابطات مع جاراتها الجديدة. يؤدي هذا أيضًا إلى نشوء العديد من المفاهيم المثيرة للجدل، مثل العلاج العصبي الذي يشمل زرع الخلايا السلفية المحلية في المناطق التالفة.

## الأمراض المرتبطة

### خلل تنسج الظهارة العصبية (دي إن تي)
خلل تنسج الظهارة العصبية هو ورم حميد نادر يصيب الأطفال والمراهقين تحت سن العشرين. يحدث الورم في النسيج الذي يغطي الدماغ والنخاع الشوكي. تعتمد أعراض الورم على موقعه، لكن يختبر معظم الأطفال نوبات متعذرة السيطرة عليها بواسطة الأدوية. يُعالج خلل تنسج الظهارة العصبية عادة من خلال الجراحة المتوغلة وعادة ما يتعافى المرضى بشكل كامل، مع آثار طفيفة أو معدومة على المدى الطويل.

### الكيسات الظهارية العصبية
تتطور الكيسات الظهارية العصبية، تُعرف أيضًا باسم الكيسات الغروانية، لدى الأفراد الذين تتراوح أعمارهم بين 20 و50، وتُعتبر نادرة نسبيًا لدى الأفراد دون سن العشرين. تمثل الكيسات أورامًا حميدة ناشئة عادة في البطين الثالث الأمامي. تحدث هذه الكيسات في الظهارة ما يعرض المرضى لخطر الإصابة باستسقاء الرأس، وارتفاع الضغط داخل القحف وبشكل نادر النزف داخل الكيس. ينجم هذا عن تضخم الأكياس نتيجة إفراز الظهارة لسائل مخاطي إضافي. عادة ما يُلاحظ وجود هذه الأكياس عن طريق الصدفة أو عند اختبار المريض لأعراض استسقاء الرأس. تُعالج الكيسات الكبيرة جراحيًا بينما يمكن ترك الكيسات الصغيرة غير المعيقة دون علاج.

### أورام الدبقيات قليلة التغصن
تظهر أورام الدبقيات قليلة التغصن في الخلايا الدبقية المسؤولة عن دعم الخلايا العصبية وحمايتها في الدماغ. يتطور الورم على الخلايا الدبقية قليلة التغصن وعادة ما تمكن ملاحظته في المخ حول الفص الجبهي أو الصدغي. قد تنمو الأورام ببطء بطريقة جيدة التمايز ما يؤخر من ظهور الأعراض، أو قد تنمو بسرعة مشكلة ورم الدبقيات قليلة التغصن عديم التمايز. تشمل أعراض هذا النوع الصداع والمشاكل البصرية. بالإضافة إلى ذلك، قد يسبب انسداد البطينات تراكم السائل الدماغي الشوكي ما يؤدي بدوره إلى حدوث تورم حول الورم. يؤثر موقع الورم أيضًا على الأعراض إذ تسبب أورام الفص الجبهي تغيرات تدريجية في الحالة المزاجية أو الشخصية بينما تسبب أورام الفص الصدغي مشكلات في التنسيق والكلام.

## روابط خارجية
- neuroepithelial+cells في المكتبة الوطنية الأمريكية للطب نظام فهرسة المواضيع الطبية (MeSH).